# Guinea Equatoriale ai Giochi della XXVI Olimpiade
La Guinea Equatoriale ha partecipato ai Giochi della XXVI Olimpiade di Atlanta, che si sono svolti dal 19 luglio al 4 agosto 1996.
Gli atleti della delegazione equatoguineana sono 5.

## Risultati

### Atletica Leggera
Gare maschili
| Atleta                                                          | Evento            | Batteria  | Batteria  | Quarto di finale | Quarto di finale | Semifinale | Semifinale | Finale          | Finale          |
| Atleta                                                          | Evento            | Risultato | Posizione | Risultato        | Posizione        | Risultato  | Posizione  | Risultato       | Posizione       |
| --------------------------------------------------------------- | ----------------- | --------- | --------- | ---------------- | ---------------- | ---------- | ---------- | --------------- | --------------- |
| Bonifacio Edu                                                   | 100 m piani       | 11"87     | 104       | N.D.             | N.D.             | N.D.       | N.D.       | non qualificato | non qualificato |
| Gustavo Envela                                                  | 200 m piani       | 22"09     | 75        | N.D.             | N.D.             | N.D.       | N.D.       | non qualificato | non qualificato |
| Casimiro Asumu Nze                                              | 400 m piani       | 50"14     | 56        | N.D.             | N.D.             | N.D.       | N.D.       | non qualificato | non qualificato |
| Ponciano Mbomio Casimiro Asumu Nze Bonifacio Edu Gustavo Envela | Staffetta 4×100 m | 45"63     | 32        | N.D.             | N.D.             | N.D.       | N.D.       | non qualificati | non qualificati |

Gare femminili
| Atleta         | Evento      | Batteria  | Batteria  | Quarto di finale | Quarto di finale | Semifinale | Semifinale | Finale          | Finale          |
| Atleta         | Evento      | Risultato | Posizione | Risultato        | Posizione        | Risultato  | Posizione  | Risultato       | Posizione       |
| -------------- | ----------- | --------- | --------- | ---------------- | ---------------- | ---------- | ---------- | --------------- | --------------- |
| Juliana Obiong | 100 m piani | 13"88     | 55        | N.D.             | N.D.             | N.D.       | N.D.       | non qualificato | non qualificato |